# Bečváry (starý zámek)
Zámek Bečváry je barokní zámek z osmnáctého století v obci Bečváry v kolínském okrese.Od 31. prosince 1965 je veden jako kulturní památka. Je v soukromém vlastnictví a veřejnosti nepřístupný.

## Historie
Poprvé jsou Bečváry připomínány v roce 1265 jako majetek Horyny z Bečvář. Panství tvořil poplužní dvůr a ves. Na počátku šestnáctého století bylo panství připojeno k Červenému Hrádku a v roce 1564 přešlo dědictvím na Karla Častu Myška ze Žlunic. V roce 1603 zde postavil Jaroslav Myška tvrz. 
V roce 1627 koupil majetek Jan Oktavián Kinský z Vchynic a Tetova. Během třicetileté války, kdy majitelem byl Václav Michna z Vacínova, panství zpustlo a tvrz byla používána jako stodola.
Poplužní dvůr a ves vlastnilo samostatně několik majitelů. Na počátku sedmnáctého století poplužní dvůr koupil Karel Jáchym z Bredy. Ves koupil v roce 1738 Jan Josef z Pfeffershofenu a již v roce 1753 změnila majitele. Koupil ji Jiří Hillebrand z Prandova. Vlastníkem poplužního dvora se stala v roce 1763 Marie Terezie, která ho koupila od Haugwiců z Biskupic. Ve stejném roce dvůr věnovala Ernstu Gideonu von Laudon. Ten zakoupil i ves Bečváry a sjednotil panství. V roce 1776 ho prodal královské komoře.
V roce 1824 koupil panství měšťan Martin Liška ze Stříbra. Syn František zdědil v roce 1883 zámek i s velkostatkem. Další majitelka, dcera Františka Lišky, Klára Frenglová (rozená Lišková) a její potomci vlastnili  majetek do roku 1945. Zámek včetně statku byl v roce 1945 zkonfiskován. Zámek byl následně využíván jako archiv Československé akademie věd. V šedesátých letech dvacátého století byl opraven, ale bez další údržby postupně chátral. Po roce 1990 získali v restituci zámek dědicové Kláry Frengelové. Zámek ve velmi zanedbaném stavu koupil v roce 1995 český hudebník Robert Kodym, který jej mezi lety 2000 – 2011 opravil a přestavěl na soukromé sídlo.

## Stavba zámku
V místě bývalé tvrze začal s přípravami na stavbu barokního, původně trojkřídlého zámku Jan Josef z Pfeffershofenu již v roce 1749. Vlastní stavba současného zámku byla zahájena za dalšího majitele Jiřího Hillebrandta z Prandova v roce 1760. Když se vlastníkem majetku stal Ernst Gideon von Laudon, dostavbu zámku prováděl v letech 1766 – 1744 architekt Ignác Jan Nepomuk Palliardi, ale již ne podle původních plánů, ale na základě návrhu architekta Jana Josefa Wircha. Severní, jižní i západní křídlo si ponechalo barokní podobu. Podoba východního, pravděpodobně ještě nedokončeného křídla byla změněna a bylo postaveno v rokokovém slohu. V roce 1780 koupil zámek Karel Ludvík Rakousko-Těšínský, který na počátku devatenáctého století rozšířil zámecký park. K zámku patřil pivovar, který se nedochoval, zůstaly pouze sklepy.

### Exteriér

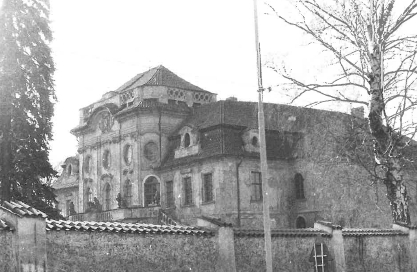
Zámek v roce 1988

Zámek byl postaven jako čtyřkřídlá jednopatrová budova zdobená pilastry, s arkádovým nádvořím a mansardovou střechou. Východní strana stavby byla řešena zahradním průčelím s dvoupatrovým rizalitem hlavního sálu a terasou s pravoúhle zalomenými schodišti. Na terasu se vstupovalo z hlavního sálu. Byla postavena ve výšce prvního patra (druhého podlaží) a prostorově byla řešena po celé šířce rizalitu. Průčelí nad terasou pod střechou zdobil Laudonův kamenný erb, který býval polychromován. Okna byla kryta dřevěnými roletami. Střechu, pokrytou pálenou taškou zdobilo zábradlí s balustrádou. Na jejím vrcholu byl pozlacený půlměsíc, umístěn zde na počest Laudonova vítězství nad Turky.
Terasa ve střední části vystupovala konvexně do zahrady. Nesly ji čtyři pilíře, které spojoval stlačený oblouk. V přízemí se tak vytvořil arkádový podchod. Schodiště i terasa byly původně zdobeny souborem plastik od Ignáce Františka Platzera z doby kolem roku 1770. Zahradní průčelí dělilo pět okenních os. V prvním patře z obou stran vchodu na terasu byla umístěna obdélná okna s půlkruhovým zakončením.
 

Vstupní průčelí zámku bylo orientováno na západní stranu, původně do areálu hospodářského dvora. V mělkém trojosém rizalitu, zdobeném tympanonem, byl umístěn segmentově sklenutý portál.Tympanon byl osazen hodinami. Do nevelkého nádvoří se v přízemí i patře otevíraly pilířové arkády, již zčásti zazděné. Fasáda byla opravována v roce 1933. V druhé polovině dvacátých let byly opravovány okna, okapy a chátrající vnitřní prostory budovy.

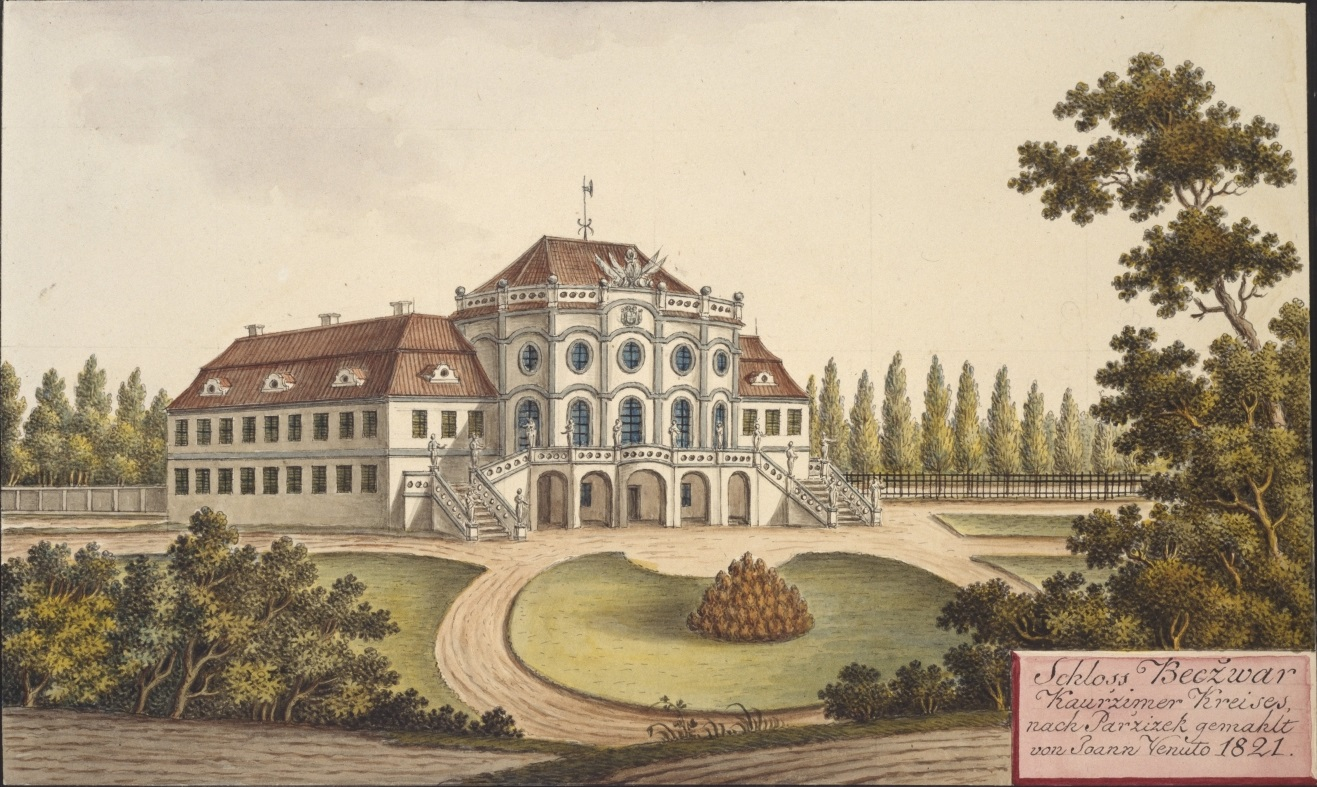
Jihovýchodní pohled na zámek, malba Joanna Venuta z roku 1821

### Interiér
V rámci rokokové přestavby objektu byly upraveny místnosti v jednotlivých křídlech budovy a v severním křídle byla postavena zámecká kaple svatého Michaela, prostupující přízemí i první patro zámku. Strop kaple vytvořily tři pole valené klenby. Presbytář byl postaven tak, aby vystupoval mimo líc severní stěny objektu. Celý prostor zdobila fresková „iluzorní malba“. Oltář byl malován v druhé polovině osmnáctého století Josefem Redelmayerem. Ve výšce prvního patra oddělovalo mosazné zábradlí kruchtu. Přístup na ni byl z prostoru vedle hlavního sálu zámku. V roce 1978 zde prováděl restaurátorské práce akademický malíř Jaroslav Alt (* 21. června 1950). Oltář byl následně restaurován v roce 2016.
Stropy v přízemí objektu s valenou klenbu, pokoje v prvním patře mají stropy ploché. V rohu severního křídla budovy stoupalo do prvního patra dubové, dvakrát zalomené schodiště s obdélníkovým odpočivadlem. V prvním patře okolo tří stran nádvoří vedla chodba. Čtvrtá strana tvořila stěna hlavního sálu, kam chodba ústila. Z chodby se vcházelo do jednotlivých místností. Hlavní sál s obdélníkovým půdorysem měl zaoblené rohy místností. Do sálu vedlo pět dveří. Dvoje dveře z předsálí byly řešeny v ose, stejně i dveře na terasu. Sál byl vymalován v roce 1774 malíři Josefem Jáchymem Redelmayerem a Josefem Hagerem. Malby v tanečním sále byly také restaurovány v roce 1978 Jaroslavem Altem. V roce 1989 byly v dobrém stavu malby v hlavním sále i zámecké kapli.
V roce 2011 byl v hlavním sále instalován nový designový lustr od Jana Fišera.

## Nový zámek
K zámku přiléhá rozsáhlá zahrada, její větší část však byla přebudována na fotbalové hřiště. Nedílnou součástí zámku je i hospodářský dvůr. K barokním sýpkám a stodolám z pozdější doby (jižní strana) přiléhá od roku 1952 zemědělské družstvo. Vjezd do dvora tvoří barokní brána z roku 1766, která prošla opravou roku 1966. Na severní straně dvora byla kolem roku 1800 postavena druhá zámecká budova, tzv. Nový zámek. Nacházely se v ní převážně hostinské pokoje. Asi v roce 1860 byl v části budovy zřízen pivovar, který byl v provozu až do roku 1923. Budova sloužila jako obchod se smíšeným zbožím, ordinace lékaře, byly zde kanceláře JZD, byty, naposledy klubovna SSM. Poté byla budova bez využití a chátrala, proto přistoupeno k vynětí z památkového fondu a následně byla 10. července 1982 asanována.

## Zámek ve filmu
- Zapomenuté světlo (1996, režie: Vladimír Michálek) – Roli hlídače ztvárnil potomek majitelů Ladislav Frengl.